# Unplugged (Alicia Keys-album)
Az Unplugged Alicia Keys amerikai énekesnő harmadik albuma és első koncertalbuma. Az MTV Unplugged tévéműsor keretében rögzítették 2005. július 4-én New York Brooklyn városrészében, a Brooklyni Zeneakadémián, és október 11-én jelent meg. Az Egyesült Államokban a megjelenést követő első héten 196 000 példányban kelt el, ezzel a Billboard 200 albumslágerlista első helyén nyitott. Világszerte az első héten több mint 245 000 példányban kelt el, ezzel az első heti eladásokat tekintve legsikeresebb MTV Unplugged album a Nirvana 1994-ben megjelent MTV Unplugged in New York című albuma óta, és az első Unplugged album női előadótól, ami a Billboard 200 első helyén nyitott. A 2006-ban megrendezett 48. Grammy-díjátadón három jelölést kapott, közte a legjobb R&B-albumnak járót.
Az album első kislemeze, az Unbreakable a 34. helyig jutott az USA-ban a Billboard Hot 100 és a 4. helyig a Hot R&B/Hip-Hop Songs slágerlistán. A második, az Every Little Bit Hurts 2006 januárjában jelent meg, videóklipjét január 17-én mutatta be a BET tévécsatorna 106 & Park című műsora.

## Megjelenési dátumok
| Ország                    | Dátum             | Kiadó    |
| ------------------------- | ----------------- | -------- |
| Németország               | 2005. október 7.  | J        |
| Egyesült Királyság        | 2005. október 10. | J        |
| Franciaország             | 2005. október 10. | J        |
| Amerikai Egyesült Államok | 2005. október 11. | J        |
| Kanada                    | 2005. október 11. | Sony     |
| Ausztrália                | 2005. október 17. | Sony BMG |
| Japán                     | 2005. október 26. | BMG      |

## Dallista
| #          | Cím | Szerzők | Hossz |
| ---------- | --- | --- | ----- |
| 1.         | Intro – Alicia’s Prayer (A cappella)                                                                                    | (hagyományos) | 1:11  |
| 2.         | Karma | Kerry Brothers, Jr., Taneisha Smith, Alicia Keys                                                                          | 2:11  |
| 3.         | Heartburn | Keys, Tim Mosley, Walter Millsap III, Candice Nelson, Erika Rose                                                          | 3:03  |
| 4.         | A Woman’s Worth | Keys, Rose, Ernest Isley, Christopher Jasper, Ronald Isley, Rudolph Isley, Marvin Isley, O'Kelly Isley, Jr.               | 3:30  |
| 5.         | Unbreakable | Keys, Kanye West, Harold Lilly, Garry Glenn                                                                               | 4:34  |
| 6.         | How Come You Don’t Call Me                                                                                              | Prince | 5:23  |
| 7.         | If I Was Your Woman | Gloria Jones, Clarence McMurray, Pam Sawyer                                                                               | 4:04  |
| 8.         | If I Ain’t Got You | Keys | 4:06  |
| 9.         | Every Little Bit Hurts                                                                                                  | Ed Cobb | 4:01  |
| 10.        | Streets of New York (City Life)                                                                                         | Keys, Smith, Eric Barrier, Nasir Jones, Chris Martin, William Griffin                                                     | 7:35  |
| 11.        | Wild Horses (feat. Adam Levine)                                                                                         | Mick Jagger, Keith Richards                                                                                               | 6:04  |
| 12.        | Diary | Keys, Brothers | 5:53  |
| 13.        | You Don’t Know My Name                                                                                                  | Keys, West, Lilly, J. R. Bailey, Mel Kent, Ken Williams                                                                   | 3:35  |
| 14.        | Stolen Moments | Keys, Brothers, L. Green, Wah-Wah Watson                                                                                  | 5:14  |
| 15.        | Fallin’ | Keys | 5:10  |
| 16.        | Love It or Leave It Alone (feat. Mos Def & Common) / Welcome to Jamrock (feat. Damian Marley, Mos Def, Common és mások) | Lorenzo DeChalus, Derek Murphy, Charles Davis, Kirk Khaleel, Joseph Williams / Damian Marley, Stephen Marley, Ini Kamoze) | 9:20  |
| Bónusz DVD | | |       |
| –          | Goodbye | |       |
| –          | Butterflyz | |       |

- Az A Woman’s Worth koncertverziója felhasznál egy részletet a The Isley Brothers Footsteps in the Dark című számából (szerzői Ernest Isley, Christopher Jasper, Ronald Isley, Rudolph Isley, Marvin Isley, O'Kelly Isley, Jr.)
- Az Unbreakable felhasznál egy részletet Eddie Kendrick Intimate Friends című számából (szerzője Garry Glenn).
- A Streets of New York (City Life) felhasznál egy részletet Nas N.Y. State of Mind című számából (szerzői Eric Barrier, Nasir Jones, Chris Martin, William Griffin).
- A You Don’t Know My Name felhasznál egy részletet a The Main Ingredient Let Me Prove My Love to You című számából (szerzői J. R. Bailey, Mel Kent, Ken Williams).
- A Love It or Leave It Alone felhasznál egy részletet a Brand Nubian Love Me or Leave Me Alone (szerzői Lorenzo DeChalus, Derek Murphy, Charles Davis) és Just-Ice Latoya című számából (szerzői Kirk Khaleel, Joseph Williams).

## Kislemezek
- Unbreakable (2005. szeptember 13.)
- Every Little Bit Hurts (2006 január)

### Every Little Bit Hurts
Az Every Little Bit Hurts Alicia Keys amerikai énekesnő második kislemeze Unplugged című koncertalbumáról. Brenda Holloway 1964-es slágerének egyik feldolgozása. Videóklipjét január 17-én mutatták be a BET 106 & Park műsorában.

## Helyezések
| Slágerlista (2005)                   | Legfelső helyezés |
| ------------------------------------ | ----------------- |
| Ausztrál ARIA albumslágerlista       | 33                |
| Belga Ultratop 50 album (Flandria)   | 14                |
| Belga Ultratop 50 album (Vallónia)   | 12                |
| Brit albumslágerlista                | 52                |
| Európai Top 100 album                | 17                |
| Finn albumslágerlista                | 35                |
| Francia SNEP albumslágerlista        | 20                |
| Holland MegaCharts albumslágerlista  | 2                 |
| Ír albumslágerlista                  | 49                |
| Japán Oricon albumslágerlista        | 20                |
| Kanadai albumslágerlista             | 8                 |
| Lengyel albumslágerlista             | 26                |
| Német Media Control albumslágerlista | 25                |
| Olasz FIMI albumslágerlista          | 21                |
| Osztrák albumslágerlista             | 22                |
| Portugál albumslágerlista            | 16                |
| Svájci albumslágerlista              | 7                 |
| Új-zélandi RIANZ albumslágerlista    | 28                |
| USA Billboard 200                    | 1                 |
| USA Billboard Top R&B/Hip-Hop Albums | 1                 |
| USA Billboard Top Internet Albums    | 1                 |
| USA Billboard Comprehensive Albums   | 1                 |

### Év végi slágerlisták
| Év   | Slágerlista                          | Helyezés |
| ---- | ------------------------------------ | -------- |
| 2005 | USA Billboard 200                    | 163      |
| 2005 | USA Billboard Top R&B/Hip-Hop Albums | 57       |
| 2006 | USA Billboard Comprehensive Albums   | 182      |

## Minősítések
- Platinalemez

 RIAA: 1 000 000
- Aranylemez

 NVPI: 30 000
 CRIA: 50,000